# 巴登的瑪麗 (1782-1808)
巴登的瑪麗（德語：Marie von Baden，1782年9月7日—1808年4月20日），不倫瑞克-沃爾芬比特爾公爵夫人，卡爾·路德維希的女兒。

## 家庭
1802年，瑪麗與腓特烈·威廉結婚，兩人共有兩個兒子：
1. 卡爾（1804年—1873年）
2. 威廉（1806年—1884年）